# 風になれ鳥になれ
『風になれ鳥になれ』（かぜになれとりになれ）は、NHK総合テレビで1998年3月7日・14日・21日に放送された山田太一脚本・渡哲也主演のドラマ。

## あらすじ
舞台はヘリコプター2台の、小さなヘリコプター会社。毎回、さまざまな事情を抱えた依頼客が現れる。

## キャスト
- 間宮恭彦 - 渡哲也
- 辰夫 - 髙嶋政伸
- 坂上二郎
- 富田靖子
- 信玄 - 山田吾一
- 田中好子
- 小林恵
- 神崎 - 日下武史
- 倍賞美津子

## スタッフ
- 脚本 - 山田太一
- 演出 - 黛りんたろう(1)(3)、加藤拓(2)
- 音楽 - 川崎真弘（演奏 - ティンカーベル・グループ）
- 制作統括 - 西村与志木